# Gufunes skulpturpark
Gufunes skulpturpark ligger i et rekreationsområde på halvøen Gufunes i Grafarvogur i det nordøstre Reykjavik.
Rekreationsområdet ligger på en tidligere gårds jorder. Der findes skriftligt belæg for at der allerede omkring 1150 fandtes en kirke i området, som da lå langt uden for bosætningen Reykjavik.
Skulpturparken har cirka 25 skulpturer af Hallsteinn Sigurðsson.